# Abbotswood (Surrey)
Abbotswood – wieś w Anglii, w hrabstwie Surrey, w dystrykcie Guildford. Leży 43 km na południowy zachód od centrum Londynu.